# Schriftgut-Archiv Ostwürttemberg

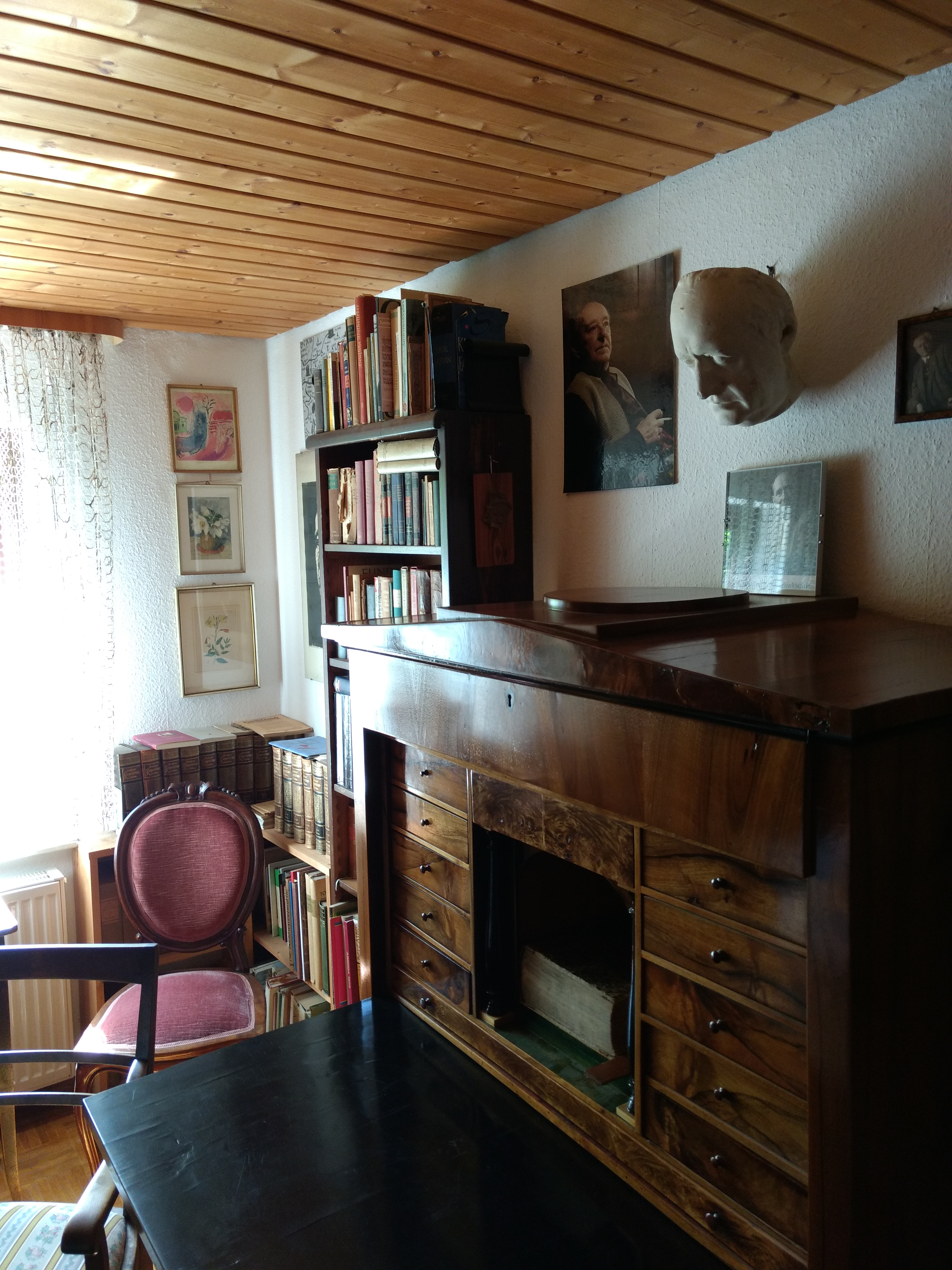
Musealer Raum im Schriftgut-Archiv, 2019

Das Schriftgut-Archiv Ostwürttemberg in Heubach-Lautern ist ein von dem Lehrer Reiner Wieland 1974 gegründetes privates Literaturarchiv. Dort werden Unterlagen von und über Autoren aus den Landkreisen Göppingen, Heidenheim und dem Ostalbkreis archiviert.

## Aufgaben des Archivs
Das Archiv sichert veröffentlichtes und unveröffentlichtes Schriftgut aus Ostwürttemberg. Durch die Vermittlung von Gesprächen unter den am Wort Interessierten und durch die Verbindung zu den Geschichtsvereinen und literarischen Kreisen der Region sollen die Autoren und deren Werk in der Öffentlichkeit gewürdigt werden. Insbesondere die Erschließung und Aufarbeitung der Bestände für die Forschung und die wissenschaftliche Auswertung gehören zu den Aufgaben.

## Geschichte
Reiner Wieland, der früher Rektor an der Grund- und Hauptschule Bartholomä war, sammelt seit über 30 Jahren nicht nur die großen Namen wie Schiller, Mörike und Hesse, sondern möglichst alle Autoren der Region. Seine Sammlung ist inzwischen auf über 5000 Autoren und über 900 laufende Regalmeter angewachsen und gilt als das größte private Literaturarchiv Deutschlands. Das Haus wurde erweitert, um den Nachlass von Josef Mühlberger unterzubringen.
1987 gründete Wieland den Verein der Freunde Josef Mühlbergers e. V., um die Literaturforschung in der Region anzuregen und Preise zu vergeben. Um die Zukunft des Archivs zu sichern, gründete Wieland 1999 die Stiftung Literaturforschung Ostwürttemberg, deren Stiftungskapital seit Gründung von ursprünglich 65.000 auf 300.000 Euro angewachsen ist. Seit 2003 erscheinen Bücher in der Reihe Unterm Stein. Lauterner Schriften.

## „Unterm Stein. Lauterner Schriften“ (Auswahl)
Die gesamten Veröffentlichungen des Schriftgut-Archivs Ostwürttemberg umfassen mittlerweile über 20 Bände.
- „Franz Theodor Wolf 1841–1924, Jesuit und Naturforscher“, 2010
- „Literarische Vielfalt in Ostwürttemberg. Heimatforscher im Raum Schwäbisch Gmünd“, 2009
- „Unsichtbare Fäden. Lise Gast 1908–1988“, 2008
- „Literarische Vielfalt in Ostwürttemberg. Frauen greifen zur Feder“ (2 Bände), 2008
- „Wintersaat – Josef Mühlberger als Übersetzer. Ein Einblick in den Nachlass“, 2006
- „Leben an Grenzen. Josef Mühlberger“, 2003
- Yvonne Pagniez 1896 - 1981. 1945: Vom Gefängnis zur Freiheit. Schriftstellerin, Widerstandskämpferin, Europäerin. Schwäbisch Gmünd 2013 ISBN 978-3-936373-97-4
- Klaus Graf: Ein politischer Kopf aus Ostschwaben: Johann Gottfried Pahl 1768-1839. Pfarrer und Publizist (= Unterm Stein 22). Einhorn-Verlag Schwäbisch Gmünd 2018. ISBN 978-3-95747-072-0 (Digitalisat).